# Borrowby (Scarborough)
Borrowby – wieś w Anglii, w hrabstwie North Yorkshire, w dystrykcie (unitary authority) North Yorkshire. Leży 66 km na północ od miasta York i 339 km na północ od Londynu. W 2001 miejscowość liczyła 56 mieszkańców.